# مارنه لوین
مارن لین لوین (به انگلیسی: Marne Lynn Levine) (متولد ۱۹۷۰) تاجر اهل ایالات متحده است. وی نایب رئیس مشارکت‌های جهانی، تجارت و توسعه شرکت‌ها در فیس‌بوک است.

## اوایل زندگی
مارن لین لوین دختر مارک لوین، متخصص چشم پزشکی در ارتفاعات شاکر، اوهایو و تری لوین است. وی در سال ۱۹۸۸ از مدرسه لورل در ارتفاعات شاکر فارغ‌التحصیل وی در رشته علوم سیاسی و ارتباطات گفتاری در دانشگاه میامی در اوهایو تحصیل کرد و در سال ۱۹۹۲ فارغ‌التحصیل شد. در سال ۲۰۰۵، وی از دانشکده بازرگانی هاروارد فارغ‌التحصیل شد و در آنجا پروژه ای را در زمینه مدیریت پسماند انجام داد و نام مستعار "Trash Queen" را به خود اختصاص داد.

## حرفه
وی از سال ۱۹۹۳ تا ۲۰۰۰ در وزارت خزانه داری ایالات متحده در مورد مسائلی مانند بحران مالی آسیا در سال ۱۹۹۷ و وام‌های غارتگرانه کار کرد. وی از سال ۲۰۰۱ تا ۲۰۰۳ رئیس دفتر لاری سامرز رئیس دانشگاه هاروارد بود. وی از سال ۲۰۰۶ تا ۲۰۰۸ مدیر محصولات شرکت Revolution Money بود. وی از سال ۲۰۰۹ تا ۲۰۱۰ رئیس ستاد شورای اقتصاد ملی بود.
لوین از سال ۲۰۱۰ تا ۲۰۱۴ معاون رئیس سیاست‌های جهانی جهانی برای فیس بوک بود هنگامی که او اولین COO اینستاگرام شد. وی در نقش سیاست عمومی خود توسط جوئل کاپلان موفق شد. در سال ۲۰۱۸، پس از عزیمت دن رز که قبلاً این سمت را از سال ۲۰۰۶ بر عهده داشت، وی جانشین مشارکت‌های جهانی، توسعه تجارت و شرکت شد. جاستین اوسوفسکی، معاون اصلی عملیات جهانی در سال ۲۰۱۹ در Instagram معرفی شد.

## سمت‌ها
لوین عضو هیئت مدیره زنان به پیش است، که سازمان غیرانتفاعی است که توسط شریل سندبرگ ، COO فیس بوک برای توانمند سازی زنان تأسیس شده‌است. او همچنین در هیئت مدیره Chegg و زنان برای زنان بین‌المللی است. لوین عضو کمیسیون سه جانبه است.

## زندگی شخصی
در ۲۱ ژوئن ۲۰۰۳، لوین با فیلیپ جوزف دوت (ازدواج دوم وی)، که در آن زمان مدیرعامل و سرمایه‌دار خطرناک پرسئوس بود، پسر سامایلا دی. دوتچ، وکیل دادگستری و جان ام. دوتچ، مدیر اطلاعات مرکزی از ۱۹۹۵ ازدواج کرد. تا سال ۱۹۹۶ و استاد دانشگاه MIT. هر دو یهودی هستند و دو پسر دارند.
وی در چهار سالگی دچار کم شنوایی جزئی شد و به دلیل خجالت، به جای سمعک‌های قابل مشاهده، از راهکارهای مقابله استفاده کرد. او از سال ۲۰۱۵ شروع به استفاده از سمعک کرد، که به گفته او زندگی اش را به‌طور چشمگیری بهتر کرد.